# Siège de Paris (856-857)
Pour les articles homonymes, voir Siège de Paris.
Invasions vikings en France
Batailles
Le siège de Paris par les Vikings qui a eu lieu en 856 et 857 est le second siège viking de la future capitale de la France.

## Historique
En 856, les Normands de la Loire prennent et pillent Orléans. D'autres entrent dans la Seine, ravagent les monastères situés sur les deux rives, et se fortifient à Jeufosse pour y passer l'hiver. Le 28 décembre, ils arrivent devant Paris. La ville est prise dans le courant du mois de janvier 857.
Les annales de Saint-Bertin indiquent que les Danois envahirent Lutèce, brûlèrent la basilique du bienheureux Pierre et de Sainte-Geneviève et toutes les autres églises à l'exception de celle de Saint-Étienne, de Saint-Vincent et Saint-Germain et de Saint-Denis, qui se rachetèrent de l'incendie par de grosses sommes d'argent.
Cette seconde invasion, marquée par plus de ruines que celle de 845, inspira des plaintes amères à Paschase Radbert, abbé de Corbie : « Qui eût jamais pu croire, que des pirates ramassés de différentes nations seraient venus humilier un royaume si glorieux, si puissant, si populeux?  Aucun roi n'aurait espéré, aucun habitant de la terre n'aurait cru que jamais un ennemi pût entrer dans notre Paris ».
Trois siècles plus tard, Étienne de Tournai adresse une série de lettres à Knut VI de Danemark dans lesquelles il demande réparation pour les crimes de guerre et les dommages causés à l'abbaye Sainte-Geneviève.